# سیارک ۴۲۷۲
سیارک ۴۲۷۲ (به انگلیسی: 4272 Entsuji، نامگذاری:1977EG5) چهار هزار و دویست و هفتاد و دومین سیارک کشف شده‌است که در ۱۲ مارس ۱۹۷۷ کشف شد.
قدر مطلق سیارک برابر ۱۳٫۵۰ است.